# Мэй, Томас Эрскин
Мэй, Томас Эрскин (англ. Sir (Thomas) Erskine May, 1st Baron Farnborough; 8 февраля 1815 — 17 мая 1886) — английский государствовед и историк. Член Тайного Совета.
Долго был клерком Палаты Общин. При отставке возведен в звание пэра, с титулом барона Фарнборо.
Ему принадлежит очень ценная работа: «A treatise on the law, privileges, proceedings and usage of Parliament» (Лондон, 1844).
Им же по предписанию палаты общин издан в 1854 году сборник правил о порядке делопроизводства палаты: «Rules, orders and forms of proceedings of the House of Commons», много раз переиздававшийся.
К этому же циклу его трудов относятся: «Remarks to facilitate Public Business in Parliament» (Лондон, 1849) и «On the Consolidation of Election Laws» (Лондон, 1850).
Самый важный труд его — трехтомная, появившаяся в 1861—1863 годах «Constitutional History of England since the accession of George III».
Также является автором труда «Democracy in Europe» (Лондон, 1877).